# L'ultima volta (film 1976)
L'ultima volta è un film italiano del 1976 diretto da Aldo Lado, con Massimo Ranieri ed Eleonora Giorgi.

## Trama
Il giovane Sandro Esposito, barista disoccupato, si lascia convincere dal coetaneo Pericle, ex corridore motociclista, a diventare uno scippatore. Dopo l'insuccesso dei primi tentativi di furti, grazie alle involontarie informazioni di un'amica di Pericle, riescono a portare a segno la truffa nei confronti di un falso monsignore specializzato nell'esportare capitali in Svizzera. Dopo qualche giorno di volontaria segregazione, i due amici vanno a Cervia, dove Pericle partecipa ad una gara motociclistica, mentre Sandro incontra una ragazza. Il falso monsignore nel frattempo riesce a  rintracciarli e ammazza Pericle, vittorioso al termine della gara, recuperando l'intero bottino, che il motociclista teneva addosso. Alla fine, però, Sandro riesce a vendicare l'amico e a riprendersi il malloppo.

## Distribuzione
La pellicola venne distribuita nel circuito cinematografico italiano nel dicembre 1976.
Venne in seguito distribuito anche in Argentina (25 marzo 1978), mentre in Germania Ovest arrivò solamente dieci anni dopo, nel maggio del 1986 direttamente in formato VHS per il circuito home-video.

## Accoglienza
Il film ebbe un modesto successo di pubblico, risultando il 96° incasso al botteghino italiano della stagione cinematografica 1976-1977.